# 獵官制

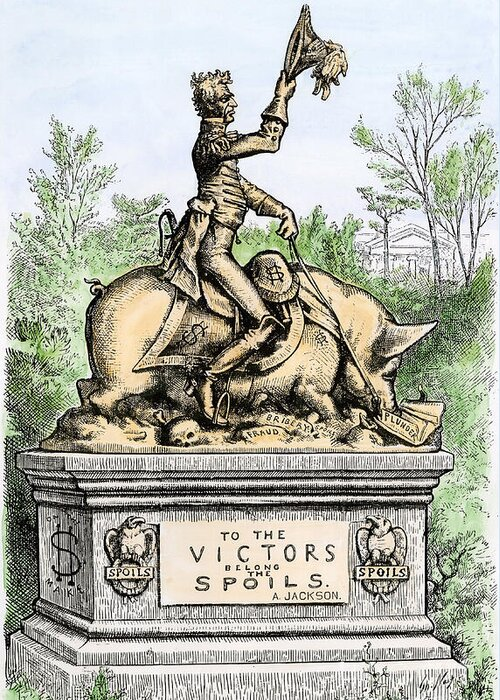
諷刺安德鲁·杰克逊分贓制度的政治漫畫

分贓制度（英語：Spoils system，另稱獵官制或黨人任用制）是指當權者根據政治背景進行公職任命的政治手段，特別盛行在已發展政黨政治的19世紀的美国，因選舉而政權政黨輪替之際，不分中央、地方的公務員悉數變更為新政權政黨的人物。

## 概要
透過選舉獲得政權後，為了執政的需要，以新政權的支持者擔任公職而更換公務員。在1829年之前，新任美國總統對於公務員更換幅度不大。1829年3月4日美國總統安德魯·傑克遜的第一次就職典禮與過去相反，尋求公職的參與者使得就職典禮陷入混亂；雖然有人試圖將其解釋為民主的熱情，但其實是傑克遜為了獲得政治支持，承諾當選後給予支持者公職。傑克遜上台後遵守承諾，在其當選的第一年就撤換了919名官員，佔聯邦政府職位的近10％，也超過他之前所有總統撤換官員的總數。「獵官制」一詞源自傑克遜當選總統後大幅度更換公職，被美國參議員威廉·L·馬西形容公職宛如勝者的獵物。

## 後續發展
獵官制的缺點愈來愈嚴重與明顯，美國國會因此於1883年通過彭德爾頓法案，確定了文官職位是由公開競爭性考試、擇優錄取的原則。大多數聯邦政府職位最終都適用該法，使得獵官制後來只限於少數聯邦政府職位。

## 關連項目
- 政治分肥
- 賣官
- 傑克遜民主
- 彭德爾頓法案
- 行政中立